# The Bamboozle
The Bamboozle war ein amerikanisches Musikfestival, welches ab 2003 regelmäßig an verschiedenen Plätzen im Großraum New York und ab 2006 auch parallel dazu in Kalifornien ("The Bamboozle Left") und anderen Städten der Vereinigten Staaten ("The Bamboozle Roadshow") stattfindet. In den letzten Jahren zählten namhafte Bands und Künstler wie No Doubt, 50 Cent, Snoop Dogg, Ke$ha u. a. zum Lineup.

## Geschichte
"The Bamboozle" fand 2003 zum ersten Mal in Ashbury Park, New Jersey statt. 2006 zog das Festival um auf das Gelände der New York Giants im Meadowlands Sports Complex. Ebenfalls 2006 startete das Parallelfestival in Poloma, Kalifornien. Ab 2008 fand jeweils im Frühsommer die "Bamboozle Roadshow" statt, die Station in großen Städten der Vereinigten Staaten und Kanadas macht. 2012 fand das letzte Festival statt.